# Miguel Borrull
Miguel Borrull Castelló (Castellón de la Plana, 1866 - Barcelona, 1926), fue un guitarrista de flamenco español gitano.

## Biografía
Miguel Borrull desarrolló su profesión como guitarrista entre las llamadas Edad de oro del Flamenco y la Ópera flamenca. En un principio actuó en cafés cantantes y ‘colmaos’ de Madrid, para luego acompañar a la guitarra al famoso cantaor Antonio Chacón entre 1890 y 1910. De estos acompañamientos se conservan registros originales grabados en cilindros de cera.
En 1913, Miguel Borrull viajó a París en compañía de sus hijas, ambas bailaoras, para actuar en el local regentado por Amalio Cuenca. En 1916 abrió en Barcelona el café cantante "Villa Rosa",[cita requerida] donde actuaron los artistas flamencos más importantes de la época.
Miguel Borrull tuvo una gran influencia sobre la evolución del toque en el siglo XX. Entre sus discípulos en el arte de la guitarra se cuentan artistas como Ramón Montoya o José Sirera Prats. Ramón Montoya sustituyó posteriormente a Borrull en el acompañamiento de Don Antonio Chacón.
Algunos críticos consideran a Miguel Borrull un guitarrista sobrio, con un toque influido por la guitarra de Francisco Tárrega, a partir del cual introdujo nociones de guitarra clásica en el toque flamenco.